# Tetřívek menší
Tetřívek menší (Tympanuchus pallidicinctus) je středně velký druh tetřeva, který je rozšířen ve fragmentovaných populacích v jižní oblasti Spojených států. Má kryptické zabarvení, nápadné jsou hlavně nadoční žlutooranžové poušky viditelné u samců, samčí hrdelní vzdušné vaky a prodloužená tmavá pera po stranách krku, která se v době námluv topoří a vytvářejí dojem růžků. Rozmnožuje se tokem. Tetřívek menší je považován za zranitelný druh z důvodu pokračujícího ničení přirozených stanovišť, které ustupují mj. větrným a slunečním elektrárnám.

## Systematika
Druh poprvé popsal americký ornitolog Robert Ridgway v roce 1873. Je to monotypický taxon, tzn. netvoří žádné poddruhy. V minulosti byl považován za poddruh příbuzného tetřívka prériového (Tympanuchus cupido).

## Popis
Jedná se o středně velkého tetřevovitého ptáka s délkou těla kolem 38–41 cm, přičemž samec bývá o něco větší než samice. Samec váží kolem 790 g, samice kolem 700 g.
Ocas je krátký a zakulacený. Podocasní krovky jsou dlouhé a ty prostřední dokonce dosahují až ke konečkům ocasních per. Peří ve střední části hlavy je jemně prodloužené, což je vidět hlavně při jeho ztopoření. Nadoční poušky, viditelné jen u samců, jsou žlutooranžové. Nohy jsou žlutohnědé. Samci mají nápadné žlutooranžové vzdušné vaky po stranách krku, které jsou výrazné hlavně při nafouknutí v době námluv. Obě pohlaví mají na bocích krku prodloužená tmavá pera, která se během namlouvacích rituálů mohou ztopořit nahoru a připomínají tak růžky; samci je mívají delší než samice. Opeření je jinak kryptické (splývající s okolím), převážně různě hnědé se světlými pruhy. Obě pohlaví mají podobně zbarvené opeření, avšak samiččino peří bývá méně nápadné s méně kontrastními přechody. Podobně jako u ostatních tetřevů, i tetřevi menší mají opeřené běháky až k záprstí.
Tetřívek menší je velmi podobný tetřívku prériovému, od kterého se odlišuje jemnějším pruhováním na bocích. Opeření u tetřívků menších je celkově poněkud bledší a jak už napovídá jejich název, tetřívci menší jsou menší než tetřívci prérioví. Areály obou druhů se nicméně nepřekrývají, takže ve volné přírodě záměna nehrozí.

## Biologie
Tetřívci jsou stálí ptáci, kteří obývají geograficky omezená teritoria. Většina jejich přesunů je kratších než 7 km a pouze výjimečně se přemisťují dále než 10 km. Delší přesuny mohou nastat hlavně v zimě v závislosti na dostupnosti potravy. V zimě si může vyhrabávat díry ve sněhu pro hřadování.

### Rozmnožování
Rozmnožování začíná počátkem jara, kdy se tetřívci začínají shromažďovat na tradiční namlouvací místa zvaná lekoviště. K největším aktivitám na lekovištích dochází před východem slunce. Samci si nejdříve vytvoří velmi malé teritorium, které brání proti ostatním samcům, a to nejčastěji pomocí ritualizovaných póz. Samci v přikrčené pozici stojí naproti sobě a např. zduřují nadoční poušky, ztopoří prodloužená tmavá pera na krku do růžkovitých útvarů, třepotají křídly, naparují ocas a nafukují a vyfukují hrdelní vzdušné vaky, čímž produkují bublavé zvuky, které jsou mnohem výše položené než zvuky tetřívků prériových. Vedle ritualizovaných póz dochází i k nahánění soků a spíše výjimečněji i k fyzickým bojům. V případě přítomnosti samic jsou boje samců mnohem náruživější. Samci často vítají samice vysokými skoky do vzduchu, kdy za vehementního třepotání křídel vydávají štěbetavé zvuky. Samice takto obejdou více lekovišť, než se spáří s několika vybranými dominantními samci. Po spáření se samci o právě okopulovanou samici ani o případné potomstvo nestarají.
Samice si staví hnízdo v husté vegetaci, typicky v keřích pelyňku, trsech trávy nebo u pařezů dubů s hustou změtí výhonků kolem. Hnízdo představuje mělký důlek v písčité zemi vystlaný travami, listy a peřím. Vejce mají slonovinovou barvu s jemným světlým flíčkováním. Ke kladení vajec dochází během dubna a května. Snůšku tvoří 12–14 vajec, v případě přehnízdění z důvodu ztráty snůšky se počet nakladených vajec snižuje na 7–10. Inkubace trvá kolem 24 dní. Ptáčata se rodí obalená prachovým peřím a krátce po narození opouští hnízdo.

### Potrava

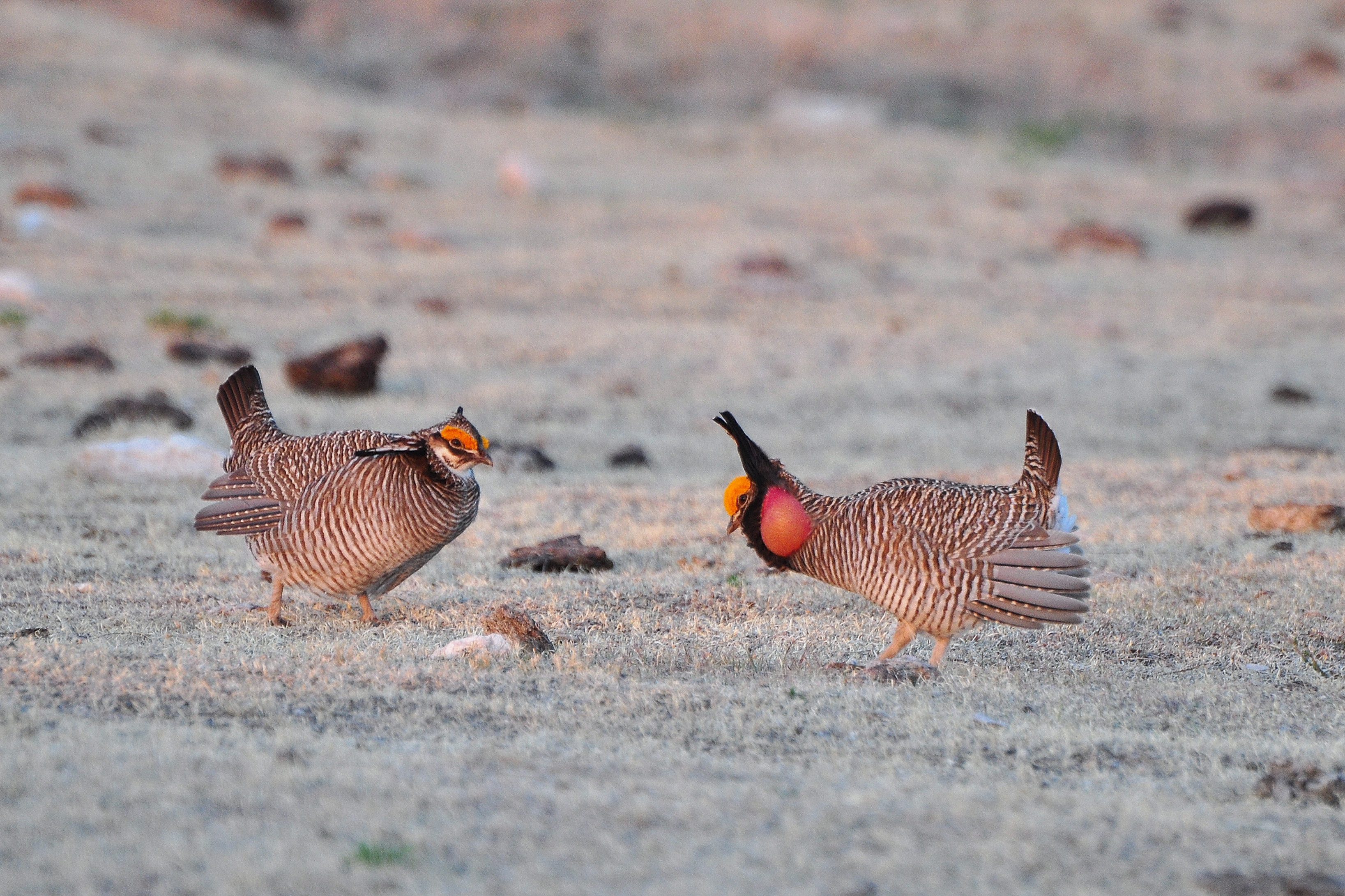
Samice (vlevo) a samec

Klíčový zdroj obživy tetřívkům poskytuje dub Quercus havardii. Z něj a i z dalších rostlin pojídají listy, semena, pupeny, jehnědy, ovoce nebo žaludy. Pojídají i lidmi pěstované plodiny jako je sója, pšenice nebo slunečnice. Potravu doplňují hmyzem (kobylky, brouci, cvrčci), který je důležitý hlavně pro samice v době hnízdění a pro juvenilní jedince, jelikož poskytuje bohatý, snadno stravitelný zdroj bílkovin. Potravu sbírá na zemi pomalým procházením a rozhrabáváním půdy pod sebou podobně jako slepice. V případě sněhové pokrývky sbírá potravu i ve stromoví.

## Rozšíření
Tetřívek menší je rozšířen ve fragmentovaných populacích v západním Kansasu, jihovýchodním Coloradu, Oklahomě, Texasu a východním Novém Mexiku. Původní stanoviště druhu tvořily pláně prériového typu posety občasnými duby (Quercus havardii) a pelyňky (Artemisia filifolia). Dnešní stanoviště tvoří spíše zakrslá keřovitá vegetace smíšená s trávou na otevřených suchých prostranstvích s písčitým podložím.

## Status
Tetřívek byl kdysi rozšířen napříč jihozápadními Velkými prériemi, v Coloradu, Kansasu, Oklahomě, severním Texasu a Novém Mexiku. Od té doby však z 90 % svého původního rozšíření vymizel.
Snad nejvíce populaci poznamenala postupná, avšak stálá a nadále trvající přeměna a destrukce původního habitatu za účelem získání zemědělské půdy, staveb ropných plošin a nověji staveb větrných a solárních elektráren. Fragmentace krajiny ploty, vodiči vysokého napětí a cestami má taktéž negativní vliv na početnost druhu. Počátkem 20. století byl tetřívek hojně loven, což značně snížilo jeho populaci. Z důvodu pokračujících projektů v habitatu tetřívka a citlivost jeho stanovišť na zvyšující se teploty jej Mezinárodní svaz ochrany přírody hodnotí jako zranitelný druh, což je první ze tří stupňů ohrožení.